# Arthromeris salicifolia
Arthromeris salicifolia är en stensöteväxtart som beskrevs av Ren-Chang Ching och Y.X.Lin. Arthromeris salicifolia ingår i släktet Arthromeris och familjen Polypodiaceae. Inga underarter finns listade.